# Блумфилд, Мортон Уилфред
Мортон Уилфред Блумфилд (англ. Morton Wilfred Bloomfield; 19.03.1913, Монреаль — 14.04.1987, Кембридж, Массачусетс) — американский лингвист, профессор. Автор более 200 работ.
Профессор средневековой литературы Гарварда.
Гражданство США получил в 1943 году.
Окончил университет Макгилла (бакалавр и магистр, 1935) и затем защитил работу на степень в Университетском колледже Лондонского университета. Степень доктора философии (Ph.D.) получил в 1938(9?) году в Висконсинском университете.
С 1961 г. работал в Гарварде, в 1968—1972 гг. декан факультета английского языка, затем именной профессор до 1983 года.
В 1981-85 гг. приглашённый профессор в Стэнфорде.
В 1972 г. вице-президент Американской академии искусств и наук.
В 1973-74 гг. президент Академии средневековья.
Членкор Британской академии (1975).
Почётный доктор трёх университетов, в том числе Университета имени Бар-Илана в Тель-Авиве (1986).
Дважды лауреат стипендии Гуггенхайма.
Жена, трое детей.